# Gustavo César Veloso
Pour les articles homonymes, voir Veloso.
Gustavo César Veloso, né le 29 janvier 1980 à Vilagarcía de Arousa, est un coureur cycliste espagnol. Son palmarès comprend notamment des succès acquis au Tour du Portugal, au Tour de Catalogne ainsi qu'une victoire d'étape au Tour d'Espagne 2009.

## Biographie
Gustavo César Veloso commence sa carrière professionnelle en 2001, au sein de la formation portugaise Carvalhelhos-Boavista. En 2004, il intègre l'équipe Relax-Bodysol. L'année suivante, il rejoint l'équipe Kaiku. En 2006, il remporte une étape du Tour du Portugal. Kaiku disparaît à la fin de cette saison. Gustavo César Veloso est alors recruté par Karpin Galicia. Il remporte avec elle le Tour de Catalogne 2008. 
En 2009, l'équipe est renommée Xacobeo-Galicia. César Veloso gagne la neuvième étape du Tour d'Espagne. L'équipe disparaît fin 2010. 
En 2012, Gustavo César Veloso court pour Andalucía, qui disparaît à son tour en fin d'année. 
Engagé en 2013 par l'équipe continentale portugaise OFM-Quinta da Lixa, Gustavo César Veloso est deuxième du Tour du Portugal et du Tour de Rio. 
Après avoir échoué à la seconde place du Tour du Portugal en 2013, il gagne la neuvième étape, disputée sous la forme d'un conte-la-montre, ainsi le classement général de cette course en 2014. En fin de saison il se classe une nouvelle fois deuxième du Tour de Rio
En 2015, il gagne de nouveau le Tour du Portugal ainsi que l'épreuve chronométrée de la sixième étape et la neuvième étape de l'épreuve. Il s'adjuge également le classement général du Tour de Rio.
Au mois d'août 2016, il gagne trois étapes du Tour du Portugal et termine deuxième du classement général de l'épreuve remportée par son coéquipier Rui Vinhas.
En août 2020, il se classe dixième du championnat d'Espagne du contre-la-montre. Il remporte les deux contre-la-montre du Tour du Portugal 2020 et termine deuxième du classement général. 
En 2021, il rejoint à 41 ans l'équipe Atum General-Tavira-Maria Nova Hotel.

## Palmarès sur route

### Par années
- 2000
  - 4e étape du Tour de Catalogne de l'Avenir
  - Trofeo San Saturio
- 2001
  - 3eb étape du Tour de Trás-os-Montes et Haut Douro
- 2003
  - Clássica da Primavera
  - Prémio Grande Porto :
    - Classement général
    - 2e étape
- 2004
  - 3e de la Clásica a los Puertos
- 2006
  - 5e étape du Tour du Portugal
- 2008
  - Classement général du Tour de Catalogne
  - 3e du Tour de Langkawi
- 2009
  - 9e étape du Tour d'Espagne
- 2013
  - 1re étape de la Clássica de Amarante
  - 8e étape du Tour du Portugal
  - 2e du Tour du Portugal
  - 2e du Tour de Rio
- 2014
  - Tour du Portugal :
    - Classement général
    - 9e étape (contre-la-montre)

  - 2e du Tour de Rio
- 2015
  - Volta à Bairrada :
    - Classement général
    - Prologue

  - 3e étape du Tour de l'Alto Tâmega
  - Tour du Portugal :
    - Classement général
    - 6e et 9e (contre-la-montre) étapes

  - Tour de Rio :
    - Classement général
    - 2e étape
- 2016
  - 3e étape du Trophée Joaquim-Agostinho
  - 4e et 6e étapes du Tour du Portugal
  - Circuit de Malveira
- 2017
  - Clássica da Primavera
  - 5e étape du Tour du Portugal
- 2018
  - 5e étape du Tour de l'Alentejo (contre-la-montre)
- 2019
  - 3eb étape du Grand Prix Jornal de Notícias (contre-la-montre par équipes)
  - Prologue du Trophée Joaquim-Agostinho
  - 3e du Tour du Portugal
- 2020
  - Prologue et 8e étape (contre-la-montre) du Tour du Portugal
  - 2e du Tour du Portugal
  - 3e de la Prova de Reabertura
- 2021
  - 2e étape du Grande Prémio O Jogo

### Résultats sur les grands tours

#### Tour d'Italie
1 participation
- 2009 : 145e

#### Tour d'Espagne
5 participations
- 2007 : 121e
- 2008 : 29e
- 2009 : 41e, vainqueur de la 9e étape
- 2010 : 45e
- 2012 : 114e

### Classements mondiaux
| Année                  | 2005 | 2006 | 2007 | 2008 | 2009 | 2010 | 2011 | 2012   | 2013 | 2014 | 2015 | 2016 | 2017 | 2018 |
| ---------------------- | ---- | ---- | ---- | ---- | ---- | ---- | ---- | ------ | ---- | ---- | ---- | ---- | ---- | ---- |
| Calendrier mondial UCI |      |      |      |      | 134e |      |      |        |      |      |      |      |      |      |
| UCI America Tour       |      |      |      |      |      |      |      |        | 68e  | 84e  | 40e  |      |      |      |
| UCI Asia Tour          |      |      |      | 43e  |      |      |      |        |      |      |      |      |      |      |
| UCI Europe Tour        | 862e | 269e |      | 362e | 532e | 430e |      | 1 141e | 131e | 41e  | 39e  | 287e | 816e | 493e |